# Глизи
Глизи (фр. Glisy) насеље је и општина у североисточној Француској у региону Пикардија, у департману Сома која припада префектури Амјен.
По подацима из 2011. године у општини је живело 585 становника, а густина насељености је износила 105,41 становника/km². Општина се простире на површини од 5,55 km². Налази се на средњој надморској висини од 55 метара (максималној 70 m, а минималној 21 m).

## Демографија
| 1962. | 1968. | 1975. | 1982. | 1990. | 1999. | 2011. |
| ----- | ----- | ----- | ----- | ----- | ----- | ----- |
| 355   | 370   | 451   | 532   | 499   | 483   | 585   |

График промене броја становника у току последњих година